# Orsonwelles falstaffius
Orsonwelles falstaffius es una especie de arácnido del orden de la arañas (Araneae) y de la familia Linyphiidae.

## Distribución geográfica yhábitat
Es endémica de selvas montanas de la isla de Maui en Hawái.